# Monarcha godeffroyi
Monarcha godeffroyi е вид птица от семейство Monarchidae. Видът е почти застрашен от изчезване.

## Разпространение
Видът е разпространен в Микронезия.